# David F.T. Syme
David F.T. Syme est un arbitre écossais de football des années 1980.

## Carrière
Il a officié dans des compétitions majeures : 
- Coupe d'Écosse de football 1982-1983 (finale)
- Coupe du monde de football des moins de 20 ans 1985 (2 matchs dont la finale)
- Coupe de la Ligue écossaise de football 1986-1987 (finale)